# Kostel Nejsvětější Trojice (Suchdol nad Odrou)
Římskokatolický farní kostel Nejsvětější Trojice v městysi Suchdol nad Odrou je kostelem postaveným v roce 1605 – 1614. Kostel má základ na místě staršího dřevěného kostelíku sv. Kateřiny. Kostel je kulturní památka České republiky.

## Historie
Kostel byl vystavěn v roce 1605 na místě původního dřevěného kostela, který shořel po zásahu bleskem v roce 1604. V roce 1614 byla přistavěna věž kostela. Kostel nechal postavit luteránský majitel panství Jan Cetrys z Kynšperku. Po rekatolizaci byl předán katolické církvi a zasvěcen svaté Trojici. Byl střídavě přifařen k Šenovu a Odrám a od roku 1729 patřil samostatné římskokatolické farnosti Suchdol nad Odrou. V roce 1730 byla postavena fara. Kostel byl nejméně čtyřikrát opravován v důsledku živelních pohrom. Datace oprav jsou na korouhvičkách 1720, 1831, 1898 a 1917. V roce 1917 vyhořela věž kostela po zásahu bleskem. Datum 2004 byla provedena poslední oprava kostela.

## Popis
Zděná pozdně renesanční jednolodní orientovaná podélná stavba se zaobleným závěrem. Osově v západním průčelí přistavěna hranolová pětipodlažní věž, v posledním patře oktogonální, zakončena cibulovitou bání s dvojitou lucernou. V podvěží je křížová klenba s hřebínky a vstupní lomený neprofilovaný portál. Venkovní fasáda je členěna opěrnými pilíři. V mezi prostorách pilířů jsou prolomena okna s půlkruhovými záklenky. Na severní straně v druhém poli mezi pilíři byl zazděn vchod do lodi kostela. Na jižní straně ke kněžišti je přistavěna sakristie s oratoří na patře. Kostel má příkrou sedlovou střechu se sanktusníkem nad kněžištěm. Střecha je přibližně 27 m dlouhá, krytá šindelem. Loď kostela je zaklenuta valenou klenbou s výsečemi. Dřevěná kruchta je nesena dvěma litinovými sloupky, pochází z druhé poloviny 19. století. Na epištolní straně se nachází renesanční portál nad nímž jsou znaky patronů kostela.